# Ireen Wüst
Ireen Wust, född den 1 april 1986 i Goirle i Nederländerna, är en nederländsk skridskoåkerska.
Hon tog OS-guld på damernas 3 000 meter och OS-brons på damernas 1 500 meter i samband med de olympiska skridskotävlingarna 2006 i Turin. Wüst blev då yngsta nederländska atleten genom tiderna att vinna på ett Vinter-OS.
Därefter tog hon OS-guld på damernas 3 000 meter i samband med de olympiska skridskotävlingarna 2010 i Vancouver.
Vid Vinter-OS 2014 i Sotji tog hon OS-guld på damernas 3 000 meter och en till guldmedalj i lagtempo samt tre silvermedaljer på  1 000 meter, OS-guld på damernas 1 500 meter och 5 000 meter meter.
I Pyeongchang 2018 tog hon silver på 3 000 meter och sitt femte OS-guld på 1 500 meter. Med fem guld, fyra silver och ett brons är hon den mest framgångsrika nederländska OS-deltagaren genom tiderna. Wüst har även blivit allroundvärldsmästare sex gånger och har vunnit en världsmästerskapsdistans elva gånger.
I Beijing 2022 blev Ireen Wüst historisk. När damernas 1500 meter skridsko avgjordes under måndagsmorgonen 7 februari  stod giganten som segrare – återigen. Dessutom med nytt olympiskt rekord med tiden 1:53.28.
Guldmedaljen är hennes sjätte individuella guldmedalj och tolfte medalj i olympiska sammanhang sedan debuten i Turin 2006
Förstaplatsen gör henne också till den första personen att ta individuellt guld i fem raka olympiska mästerskap. Därmed går hon om andra giganter så som Michael Phelps och Carl Lewis.
Ireen Wüst blev tilldelad Oscar Mathisens pris, den så kallade "Oscarstatuetten", 2013.